# Käthe Graus
Käthe Graus, geborene Käthe Braun, verheiratete Käthe Krepela (* 21. Januar 1921 in Düren; † 12. April 1974 in Essen), war eine deutsche Opern- und Operettensängerin (Sopran) sowie Gesangslehrerin.

## Leben
Käthe Graus, Tochter eines Papiergroßhändlers, wollte Schriftstellerin werden, änderte aber ihren Berufswunsch in Sängerin ab. Sie studierte an der Kölner Musikhochschule Konzertgesang. Als sie bei einer Aufführung von Verdis Maskenball in Münster als Amelia einsprang, wurde ihre Sopranstimme auch für die Oper entdeckt. Ihr Engagement an den Städtischen Bühnen Essen, welches seit Anfang der 1950er Jahre nachgewiesen ist, währte viele Jahre. Dort sang sie beispielsweise 1960 in der deutschen Erstaufführung von Martinůs Mirandolina die Titelpartie.
Zwischendurch hatte sie Hörfunkeinsätze. Sie interpretierte zahlreiche moderne Rollen, wie die Braut in der Funkoper Der Wald von Wolfgang Fortner, die Königin Isabella in der Funkoper Columbus von Werner Egk und Ismene in Antigone von Arthur Honegger. Später kam eine Anstellung als Gesangsausbilderin an der Folkwang-Schule hinzu. Sie bevorzugte zunehmend Operetten, wie auf Schallplattenaufnahmen dokumentiert ist.
Zuletzt war sie mit Josef Krepela verheiratet, dem Kapellmeister und Chordirektor der Städtischen Bühnen Essen sowie Dirigenten des auf Evergreens und Operettenmelodien spezialisierten Ruhrlandorchesters. Aus dieser Ehe ging eine Tochter hervor.

## Tondokumente
- Ein Walzertraum: Gesamtaufnahme 1954. Westdeutscher Rundfunk – Franz Marszalek, Käthe Graus (Prinzessin Helene); Herbert Ernst Groh (Leutnant Niki); Herta Talmar (Franzi Steingruber); Kurt Großkurth (Fürst Joachim XIII.); Peter Alexander (Graf Lothar); Lilian Benningsen (Friederike von Insterburg); Willy Hofmann (Leutnant Montschi), Line Music Service 5.01133 (2 CD)
- Die Försterchristl: Gesamtaufnahme 1955. Westdeutscher Rundfunk – Franz Marszalek, Käthe Graus (Komtesse Josefine Sternfeld); Franz Fehringer (Franz Földessy); Herta Talmar (Christl Lange); Peter Alexander (Peter Walperl); Peter René Körner (Kaiser Josef II.); Carl Brückl (Hans Lange), Hamburger Archiv für Gesangskunst 30140 (2 CD)